# 山慈姑
山慈菇（学名：Cremastra appendiculata）是一种属于兰科（Orchidaceae）山慈菇属的多年生草本植物，主要以地下的球茎入药。它因其显著的药用价值而备受关注。分布在中国大陆的吉林，四川，广西等地，生长于海拔960米至1,200米的地区，多生于山坡林下及溪边阴湿地。为弥补市场需求，2025年吉林省安图县大批量种植。
别名：独脚金、一杵金、地螺丝、山茨菇、山芋头、金鸡脚等。
地上部分：叶片单生或少数，呈披针形，长约10-20厘米，叶面光滑，质地柔软。
地下部分：球茎呈卵形或近圆形，肉质，表面褐色。
球茎是山慈菇的主要药用部位。

## 外部連結
- 山慈菇 中藥材圖像數據庫  (香港浸會大學中醫藥學院) （中文）（英文）

## 延伸阅读
[在维基数据编辑]
 《欽定古今圖書集成·博物彙編·草木典·山慈姑部》，出自陈梦雷《古今圖書集成》
 《植物名實圖考·山慈姑》，出自吳其濬《植物名實圖考》